# Бучуми (Бакау)
Бучуми (рум. Buciumi) насеље је у Румунији у округу Бакау у општини Бучуми. Oпштина се налази на надморској висини од 316 m.

## Становништво
Према подацима из 2002. године у насељу је живело 1478 становника, од којих су сви румунске националности.